# Dipcadi vaginatum
Dipcadi vaginatum är en sparrisväxtart som beskrevs av John Gilbert Baker. Dipcadi vaginatum ingår i släktet Dipcadi och familjen sparrisväxter. Inga underarter finns listade i Catalogue of Life.